# Université de sciences agronomiques et de médecine vétérinaire de Bucarest
L'université de sciences agronomiques et de médecine vétérinaire (en roumain : Universitatea de Științe Agronomice și Medicină Veterinară din Bucuresți) est une université publique de Bucarest, en Roumanie, fondée en 1856. C'est la plus ancienne et la plus grande institution de sciences agricoles supérieures et d’enseignement vétérinaire en Roumanie. Elle accueille environ 12 000 étudiants.

## Composition
L’université compte sept facultés :
- Faculté d’Agriculture
- Faculté de médecine vétérinaire
- Faculté d’horticulture
- Faculté de gestion et d’ingénierie de la production animale
- Faculté de remise en état des terres et de génie de l’environnement
- Faculté des biotechnologies
- Faculté de gestion, d’ingénierie économique en agriculture et de développement rural